# Vila Shakespeare
Vila Shakespeare se nachází v lázeňské části Karlových Varů ve čtvrti Westend v ulici Petra Velikého 829/6. Pochází z roku 1875.

## Historie
V roce 1874 byly zpracovány první projekty pro nové majitele vil v lokalitě nad Zámeckým vrchem mezi cestou k Malým Versailles a horní částí tehdejší Parkenstrasse (Sadové ulice). Prvním stavitelem byl Josef Koretz, který si zde v letech 1874–1875 postavil vilu s názvem Shakespeare.
Roku 1891 byla vila upravena. Nižší valbová střecha byla přestavěna na mansardovou, čímž stavba získala další obytné podlaží. Archivní plánová dokumentace se nedochovala, lze tak však usuzovat dle archivních snímků.
V roce 1896 patřila vila Emilu a Antonínu Tellerovým. Roku 1922 je zapsán jako majitel Emil Teller, v letech 1924–1939 Emil a Amalie Tellerovi. Další majitelkou byla Clara Tellerová, které byl po konci druhé světové války objekt znárodněn. Národním správcem byl ustanoven Josef Slavík. V šedesátých letech 20. století byla vila upravena na bytový dům. V srpnu 1973 byla společně s vilou Koretz převedena pod Úřad předsednictva vlády. Obě vládní vily byly k dispozici pobytům ministrů, zahraničních hostů a státních úředníků až do roku 2009.
V současnosti (leden 2021) je vila evidována jako objekt k bydlení ve vlastnictví společnosti Sarlen, s. r. o.

## Popis

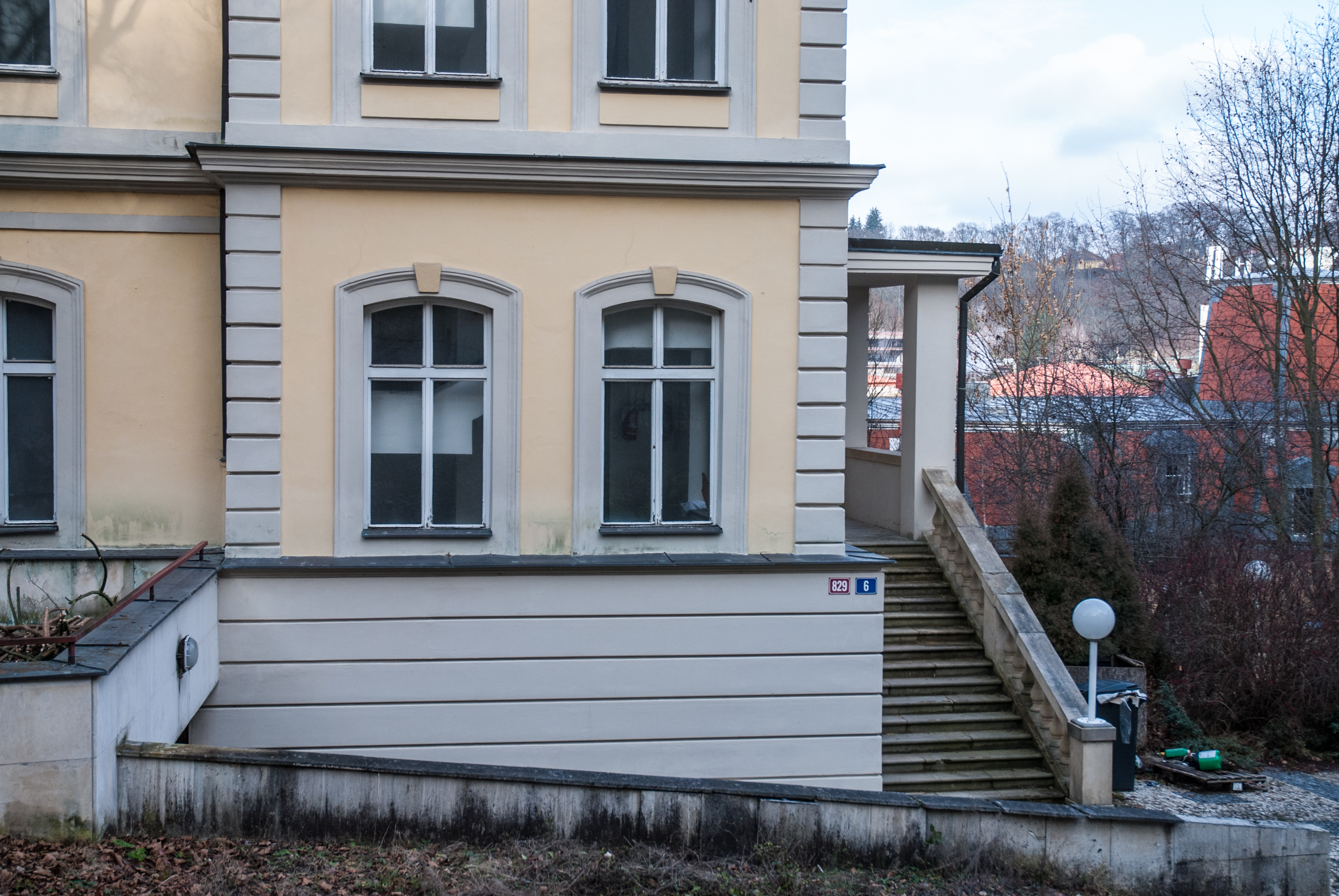
Vchod do vily, pohled od jihovýchodu

Vila se nachází ve čtvrti Westend v ulici Petra Velikého 6, č. p. 829.
Její styl vychází z italizujících vzorů staveb za městem. Jde o drobnější stavbu na nepravidelném, téměř čtvercovém půdorysu. Jak shora uvedeno, nedochovaly se žádné plány původní stavby. Vnitřní zařízení a částečně i dispozice byly postupem času změněny. Až na obvodový plášť se z původní vily nezachovalo nic. Soudí se, že fasáda i střecha byly přestavěny do zhruba dnešní podoby v letech 1880–1890, vikýře zřejmě i později.
Na východní straně současné budovy je vybudováno vstupní schodiště, dvouramenné přímé do zvýšeného přízemí, původně pravděpodobně s lodžií. Suterén je zmohutněn rustikou. Na jihovýchodním nároží je předsazen nárožní rizalit, který vede vzhůru do věže zakončené francouzskou jehlancovou střechou. Hlavní, severní průčelí je zdobeno mělkým rizalitem, který vrcholí štítem. V prvém patře je na celou šíři rizalitu nasazen balkon. Okna mají plastické šambrány se zdůrazněnými klenáky. Římsy, korunní i mezipatrová, jsou bohatě profilované. Střecha je mansardová, vikýře mají ukončení volutami.